# El atraco
El atraco (« Le hold-up ») est une peinture réalisée par Francisco de Goya entre 1776 et 1778 et faisant partie de la deuxième série des cartons pour tapisserie destinée à la salle à manger du Prince des Asturies au Palais du Pardo. Cette peinture ne sera cependant jamais transposée sur tapisserie et reste donc à l'état d'ébauche (de carton).

## Contexte de l'œuvre
Tous les tableaux de la deuxième série sont destinés à la salle à manger du Prince des Asturies, c'est-à-dire de celui qui allait devenir Charles IV et de son épouse Marie Louise de Parme, au palais du Pardo. Le tableau fut livré à la Fabrique royale de tapisserie.
Il fut considéré perdu jusqu'en 1869, lorsque la toile fut découverte dans le sous-sol du Palais royal de Madrid par Gregorio Cruzada Villaamil.
La série était composée de La Merienda a orillas del Manzanares, Baile a orillas del Manzanares, La Riña en la Venta Nueva, La Riña en el Mesón del Gallo, El paseo de Andalucía, El Bebedor, El Quitasol, La cometa, Jugadores de naipes, Niños inflando una vejiga, Muchachos cogiendo frutas et El Atraco.